# Brumairový převrat

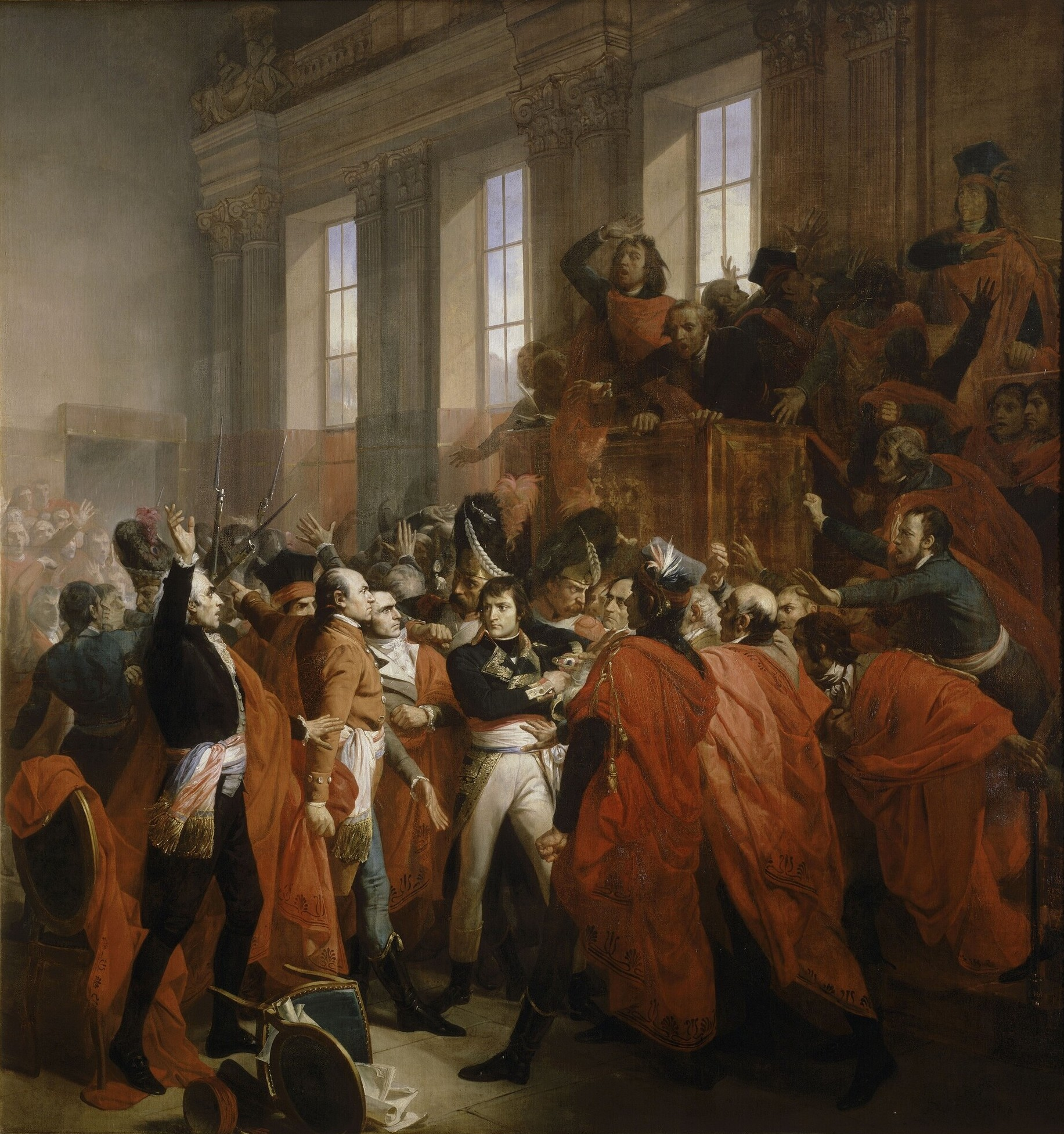
François Bouchot: Generál Napoleon v Radě pěti set (1840)

Brumairový převrat byl státní převrat ve Francii během Velké francouzské revoluce, který se odehrál 18. brumairu roku VIII podle revolučního kalendáře, tj. 9. listopadu 1799. Převrat zorganizoval Napoleon Bonaparte, který s vojskem obsadil jednací sál parlamentu. Převrat znamenal konec vlády Direktoria a začátek Konzulátu, který vedl k Napoleonově neomezené vládě.

## Přípravy
Státní převrat byl naplánován v paláci Joséphine de Beauharnais, který se nacházel na dnešní ulici Rue de la Victoire. Hlavními spiklenci byli Napoleon Bonaparte, který se právě vrátil z egyptského tažení, Emmanuel Joseph Sieyès a Charles Maurice de Talleyrand-Périgord. Podle plánu měl Bonaparte jako velitel armády udržet pořádek v Paříži a ve sněmovně. Poslanci Rady pěti set a Rady starších měli být přesunuti do Saint-Cloud pod záminkou jakobínského spiknutí. Toto přemístění mělo zaručit, že Pařížané nezasáhnou proti vzbouřencům. Finanční krytí zajistili dodavatelé zbraní pro armádu. Jejich podpora vycházela z toho, že chtěli zabránit přijetí vyhlášky, že jejich pohledávky nebudou přednostně propláceny ze státní pokladny.

## Průběh
18. brumairu (9. listopadu) byla v radě starších rozšířena fáma, že poslanci obou komor jsou ohroženi jakobínským převratem, který má obnovit Národní konvent. Do Tuilerijského paláce bylo svoláno jednání Rady starších, horní komory Národního shromáždění. Pod záminkou vojenské přehlídky Napoleon obsadil okolí paláce 4000–5000 vojáky. Paříž byla uzavřena policejními hlídkami a vstup a výstup z města byl zakázaný. Rada starších rozhodla o přesídlení obou komor pod ochranou policie a vojska do Saint-Cloud a tímto byl pověřen Bonaparte jako nově jmenovaný velitel Paříže.
19. brumairu (10. listopadu) v Saint-Cloud požádali revizionisté v čele s Lucienem Bonapartem, který byl předsedou Rady pěti set, o kolektivní demisi poslanců, ale tento návrh neměl podporu. Když byl Napoleon Bonaparte vykázán z jednacího sálu, rozhodl se zasáhnout. Vstoupil s vojáky do sálu a donutil poslance k hlasování. Poté skupina granátníků vedená Joachimem Muratem rozehnala poslance. Ještě téhož dne byl členy Rady starších a Rady pěti set ustaven dočasný Konzulát. Obě komory vyhlásily, že Direktorium už neexistuje. Byla vytvořena výkonná komise Konzulátu, do které byli zvoleni Sieyès, Roger Ducos a Bonaparte jako dočasní konzulové Francouzské republiky.
20. brumairu (11. listopadu) tři konzulové složili přísahu a byly jim uděleny všechny dosavadní pravomoci Direktoria. Tím byla zahájena éra Konzulátu. Dosavadní dvě rady byly nahrazeny dvěma komisemi po 25 členech zmocněných odhlasovat zákony, které předloží konzulové, kteří měli připravit novelu ústavy. Vyhláška ohledně vyplácení vojenským dodavatelům byla zrušena a přednostní vyplácení bylo obnoveno. Tři dočasní konzulové se vrátili do Paříže.

## Následky
Převrat měl odstranit vleklé války a nestálost režimu a zajistit konsolidaci ekonomiky. Nový režim se však brzy stal vojenskou diktaturou Napoleona Bonaparta.